# Игнатий Мураджа д'Осон
Игнатий Мураджа д'Осон (1740 – 1807) е арменски ориенталист, историк и дипломат на шведска служба. Живее дълго време във Франция.

## Биография
Роден в Константинопол през 1740 г. в семейство от арменски произход, той е бил секретар и първи преводач на шведския посланик в Константинопол. Става шарже д'афер през 1782 г. и е произведен в рицар на ордена на Васа, тогава пълномощен министър и извънреден пратеник.
След това се посвещава на писането на своя труд Tableau Général de l’Empire Othoman.
Умира в замък във Франция на 27 август 1807 г.
|  | Тази страница частично или изцяло представлява превод на страницата Ignace Mouradja d'Ohsson в Уикипедия на френски. Оригиналният текст, както и този превод, са защитени от Лиценза „Криейтив Комънс – Признание – Споделяне на споделеното“, а за съдържание, създадено преди юни 2009 година – от Лиценза за свободна документация на ГНУ. Прегледайте историята на редакциите на оригиналната страница, както и на преводната страница, за да видите списъка на съавторите. ВАЖНО: Този шаблон се отнася единствено до авторските права върху съдържанието на статията. Добавянето му не отменя изискването да се посочват конкретни източници на твърденията, които да бъдат благонадеждни. |

1. ↑  mzk2009533177 //   Посетен на 30 август 2020 г.